# スピーカー (護衛空母)
|          |                                             |
| 艦歴     |                                             |
| 発注     |                                             |
| 起工     | 1942年10月9日                               |
| 進水     | 1943年2月20日                               |
| 就役     | 1943年11月20日                              |
| 退役     | 1946年9月25日                               |
| 除籍     |                                             |
| その後   | 商船として売却                              |
| 性能諸元 |                                             |
| 排水量   | 8,333トン                                   |
| 全長     | 496 ft (151.2 m)                            |
| 全幅     | 69.5 ft (21.2 m)                            |
| 吃水     | 23.25 ft (7.1 m)                            |
| 機関     |                                             |
| 最大速   | 18 ノット                                   |
| 航続距離 |                                             |
| 乗員     | 士官、兵員646名                             |
| 兵装     | 5インチ砲2門、連装40mm機銃8基、20mm機銃35基 |
| 搭載機   | 18-24                                       |

デルガダ (USS Delgada, AVG/ACV/CVE-40) は、アメリカ海軍の護衛空母。ボーグ級航空母艦の1隻。

## 艦歴
艦は海事委任契約の下ワシントン州タコマのシアトル・タコマ造船所で1942年10月9日に起工する。1943年2月20日にジェームズ・B・サイクス夫人によって進水し、1943年7月15日に CVE-40（護衛空母）に艦種変更される。1943年11月20日にレンドリース法に基づきイギリス海軍に移管され、スピーカー (HMS Speaker, D90) と命名された。
機材の積み込み後、イギリス海軍の乗組員による公試が行われ、スピーカーは引き渡された。1943年11月20日に公式に就役し、タコマ造船およびアメリカ海軍によるセレモニーで白色旗が掲げられた。スピーカーは12月6日に出航する。
これらの護衛空母はイギリス海軍の規格への修正が求められ、カナダのバンクーバーで改修が行われ。これらの改修では飛行甲板の拡張、艦載機の搭載方向、格納庫の修正、宿泊設備と貯蔵庫、安全対策、海上給油設備、搭載砲および艦内連絡設備、無線通信設備の追加などが行われた。
バンクーバーでの改修が完了すると、1944年3月8日にパナマ運河を通過し、バージニア州ノーフォークでの追加作業後、ニューヨークのスタテン島で物資と兵員を乗せ3月8日にリバプールに向けて出航する。スピーカーは東へ向かう船団と共に巡航し4月8日に到着する。その後二度目の航空機輸送を行うため再びアメリカに戻る。
5月17日にスピーカーはグリーノックで待命状態にあった。攻撃空母として陸軍の作戦を支援するため、スピーカーはダンディーのカレドン・シップビルディング・アンド・エンジニアリング社で更なる改修が行われた。
自艦のヘルキャット艦載機部隊の訓練が完了すると、スピーカーは10月16日から12月14日まで訓練空母として訓練を行う。バラクーダ、ソードフィッシュ、ヘルダイバーによる1,500回近くの着艦が行われた。

### 戦後
スピーカーは1946年7月27日にアメリカに返還され、1947年4月22日に商船として売却、Lancero と改名された。その後1965年に President Osmena、1971年に Lucky One と改名され、1972年にスクラップとして台湾で売却された。